# Manfred
Manfred nebo Manfréd je mužské křestní jméno, pravděpodobně staroněmeckého alemanského původu, složené ze slov man (muž) a fridu (mír, bezpečnost), jeho ženská varianta zní Manfreda. Zdrobněliny jsou Manek, Manio, Maniek, Fred, Fredek, Fredzio, Fredzia, Fredka.
Svátek: 28. ledna
Známí nositelé jména
- Manfréd Sicilský (1231–1266) – sicilský král z dynastie Hohenstaufů
- Manfréd Sicilský (1317) (1306–1317) – vévoda aténský
- Manfréd IV. ze Saluzza –
- Manfred von Ardenne – německý fyzik a vynálezce
- Manfred Bretschneider (* 1934) – východoněmecký závodník rallye
- Manfred Curbach – německý stavební inženýr
- Manfred Eigen – německý biofyzik, nositel Nobelovy ceny
- Manfred Kielnhofer – rakouský fotograf
- Manfred Mann – německý spisovatel
- Manfréda z Pirovana – italská řeholnice, mystička
- Manfred von Richthofen – polský stíhací letec, „Červený baron”
- Manfred Weber – německý politik

fiktivní postavy
- Manfréd (Byron) – hrdina dramatické básně lorda Georga Gordona Byrona